# Directorio Popular Alternativo
El Directorio Popular Alternativo fue una coalición de partidos políticos de Venezuela integrado por los partidos de oposición Fuerza Liberal, Solidaridad Independiente, Movimiento Republicano, Movimiento Laborista, y Visión Emergente, todos estos partidos políticos apoyaron la candidatura presidencial de Manuel Rosales en diciembre de 2006 aportando un total de 221.569 votos (1,90%). Fue fundado el 21 de febrero de 2007 definiéndose como una organización de tendencia centroderecha, consideran que no se debe formar un partido único de oposición frente al Partido Socialista Unido de Venezuela.